# 塑性
塑性（そせい、英語：plasticity）とは、力を加えて変形させたとき、永久変形を生じる物質の性質のことを指す。延性と展性がある。荷重を完全に除いた後に残るひずみ（伸び、縮みのこと）を永久ひずみあるいは残留ひずみという。この特性は加工しやすさを意味し金属が世界中に普及した大きな要因である。建築学の用語としては塑性変形といい、鋼材（鉄骨）の外力負担の限界強度を越え、力を取り除いても元の形に戻らず変形が残る現象をいう。
金属材料の展性および延性についての明確な定義は多岐に渡り一言には説明しづらいが、実用的には、次のように考えられている。金属材料の塑性変形抵抗を示す代表的指標に硬さがあり、さらには機械的性質を調べる代表的な方法として、引張試験があるが、低強度域（破壊力学的欠陥の作用しない領域）では硬さと比例関係にある。
この際、得られる特性値として、次のようなものがある。
- 強さの指標 - 降伏点、引張強さ
- しなやかさの指標（破壊への耐性） - 伸び、絞り、靭性値

格別の規定はないが、「伸び」は延性の、「絞り」は展性の指標とみなされる事がある。
「伸び」の定義は次の通りである。
- 引張前の試験片に標点を二つ描き、2標点間の距離 (L0) を測定しておく。
- 引張破断後に、試験片をつき合わせて、2標点間の距離 (L1) を測定する。
- この時「伸び（単位は％）」は、100×(L1 - L0)/L0　である。

伸びは、金属材料の加工硬化特性と関係がある。加工硬化傾向が大きいと、伸びが大きくなる傾向がある。縮めた場合は100×(L0 - L1)/L0　で圧縮ひずみが求められる。材料力学では普通、「伸び」を正にするが、土のような引張力に抵抗しない材料においては「圧縮」を正にする。
「絞り」の定義は次の通りである。
- 引張前の試験片の断面積をS0、引張破断後の試験片の破断部(最もくびれている部分)の断面積をS1とする。
- この時、絞り（単位は％）は 100×(S0 - S1)/S0　である。

引張試験では金属材料中の微少欠陥（たとえば非金属介在物）が起点となって微少空隙が発生し、それが発達して破断に至る。「絞り」が大きいという事は、破断するまでに、細くくびれるという事である。したがって加工限界が大きい事の指標と考えられる。
金は展性、延性の大きな金属の代表的なものの一つ（→金箔）。